# Kristaps Valters
Kristaps Valters (ur. 18 września 1981 w Rydze) – łotewski koszykarz występujący na pozycji rozgrywającego, reprezentant kraju, po zakończeniu kariery zawodniczej trener koszykarski.
W koszykówkę grał też jego ojciec Valdis i starszy brat Sandis.
W 2004 reprezentował New Jersey Nets, podczas letniej ligi NBA w Orlando.

## Osiągnięcia
Na podstawie, o ile nie zaznaczono inaczej.
Drużynowe
- Mistrz Łotwy (1999)
- Wicemistrz:
  - Północnoeuropejskiej Ligi Koszykówki (1999)
  - Łotwy (2000, 2002, 2003, 2004)
- Uczestnik rozgrywek międzynarodowych FIBA Europe Cup (2015/2016)

Indywidualne
- Uczestnik meczu gwiazd ligi łotewskiej (2000, 2003)
- Zwycięzca konkursu rzutów za 3 punkty ligi łotewskiej (2003)

- Lider:
  - strzelców ligi łotewskiej (2003)
  - w asystach ligi:
    - Eurocup (2007, 2010)
    - łotewskiej (2002, 2003)

  - w skuteczności rzutów za 3 punkty ligi:
    - tureckiej (2014)
    - łotewskiej (2000)

Reprezentacja
- Uczestnik:
  - mistrzostw:
    - Europy:
      - 2001 – 8. miejsce, 2003 – 13. miejsce, 2005 – 13. miejsce, 2009 – 13. miejsce
      - U–18 (1998 – 4. miejsce)

    - świata U–19 (1999 – 9. miejsce)

  - kwalifikacji do Eurobasketu:
    - 2001, 2003, 2005, 2007, 2009
    - U–20 (2000)
    - U–18 (1998)